# Elaine (Arkansas)
Elaine ist eine City im Phillips County, Arkansas, Vereinigte Staaten mit 556 Einwohnern (laut Volkszählung 2015).
Bekannt wurde sie durch das Elaine Massacre von 1919. Durch Rassenunruhen wurden wahrscheinlich 237 Schwarze von weißen Mobs getötet. Dieses Massaker war eine der schwersten Rassenunruhen in der US-amerikanischen Geschichte.

## Geographie

### Geografische Lage
Elaine liegt etwa 4 km westlich des Bundesstaates Mississippi. Östlich der Siedlung verläuft der Yellow Bank Bayou und nach Süden verlaufen die Zuflüsse des Gouvan Slough. Die Landschaft ist flach bis hügelig. Früher wurde vor allem Baumwolle angebaut. Mittlerweile gibt es auch einige Gebiete mit Reisanbau.
Gemäß dem United States Census Bureau bedeckt Elaine eine Fläche von etwa einer halben Quadratmeile (1,3 km²).

### Klima
Infolge seiner Nähe zum Mississippi River wird das Klima von Elaine durch den Fluss mitbestimmt. Die wärmsten Monate im Jahr sind April bis September. Die Jahresdurchschnittstemperatur liegt bei 16,5 °C. Über das gesamte Jahr hinweg sind Niederschläge zu verzeichnen. Der niederschlagsreichste Monat ist der März, und der trockenste Monat ist der August. Im Jahresdurchschnitt fallen 1.326 mm Niederschlag.
Die nachfolgende Tabelle zeigt die durchschnittlichen Klimawerte:
|                        | Jan  | Feb  | Mär  | Apr  | Mai  | Jun  | Jul  | Aug  | Sep  | Okt  | Nov  | Dez  |   |      |
| Mittl. Temperatur (°C) | 4,0  | 6,5  | 11,5 | 16,9 | 21,5 | 25,6 | 27,3 | 26,6 | 23,1 | 17,1 | 11,2 | 6,1  | ⌀ | 16,5 |
| Mittl. Tagesmax. (°C)  | 9,2  | 12,1 | 17,4 | 23,0 | 27,6 | 31,6 | 33,2 | 32,7 | 29,4 | 24,1 | 17,3 | 11,5 | ⌀ | 22,5 |
| Mittl. Tagesmin. (°C)  | −1,2 | 1,0  | 5,7  | 10,8 | 15,4 | 19,6 | 21,5 | 20,5 | 16,9 | 10,1 | 5,2  | 0,8  | ⌀ | 10,6 |
|                        |      |      |      |      |      |      |      |      |      |      |      |      |   |      |
| Niederschlag (mm)      | 106  | 116  | 139  | 132  | 133  | 98   | 97   | 71   | 85   | 84   | 129  | 136  | Σ | 1326 |

| −1,2 |

| 1,0 |

| 5,7 |

| 10,8 |

| 15,4 |

| 19,6 |

| 21,5 |

| 20,5 |

| 16,9 |

| 10,1 |

| 5,2 |

| 0,8 |

| −1,2 |

| 1,0 |

| 5,7 |

| 10,8 |

| 15,4 |

| 19,6 |

| 21,5 |

| 20,5 |

| 16,9 |

| 10,1 |

| 5,2 |

| 0,8 |

## Geschichte
Im Jahr 1919 versuchten zwei Weiße, eine Versammlung von schwarzen Sharecroppers (Pächtern) zu beenden, die einen Bauernverband gründen wollten, um bessere Konditionen und Bezahlung von den weißen Landbesitzern der Baumwollplantagen zu erhalten. Als ein Weißer getötet wurde, strömten Hunderte Weiße in das Gebiet und attackierten die Afroamerikaner. Der Gouverneur Charles Hillman Brough forderte Bundestruppen an, um die Elaine Race Riot zu beenden. Weiße Mobs waren im ganzen County unterwegs. Mindestens 237 Schwarze und fünf Weiße wurden während der Unruhen getötet. Die Truppen wurden von Präsident Woodrow Wilson entsandt.
Am 26. April 2011 streifte um 18:15 Uhr ein Tornado das Gebiet von Elaine. Der Tornado gehörte mit einer Windgeschwindigkeit von 75 Meilen pro Stunde (121 km/h; 65 kn) der Klasse EF0 an. Auf seinem Zerstörungsweg (Path of Destruction) legte der Tornado etwa 21,5 Meilen (34,6 km) entlang des U.S. Highway 61 zurück. Dabei überquerte der Tornado die Staatsgrenze zu Mississippi und löste sich in der Nähe von Lula (Coahoma County) auf. Die Zerstörungsschneise des Tornados betrug etwa 200 Yards (180 m) in der Breite. Die meisten Schäden waren in Friars Point und Coahoma (Mississippi) zu verzeichnen.

### Einwohnerentwicklung
Elaine hatte seine Blütezeit in den 1970er Jahren, als dort 1210 Einwohner lebten. Seither nimmt die Bevölkerung stetig ab.
| Jahr      | 1900 | 1910 | 1920 | 1930 | 1940 | 1950 | 1960 | 1970 | 1980 | 1990 |
| --------- | ---- | ---- | ---- | ---- | ---- | ---- | ---- | ---- | ---- | ---- |
| Einwohner |      |      | 377  | 511  | 634  | 734  | 898  | 1210 | 991  | 846  |
| Jahr      | 2000 | 2010 | 2020 | 2030 | 2040 | 2050 | 2060 | 2070 | 2080 | 2090 |
| Einwohner | 865  | 636  |      |      |      |      |      |      |      |      |

## Persönlichkeiten
- John Hughey (1933–2007), Country-Musiker
- Levon Helm (1940–2012), Musiker
- Barry Williamson (* 1957), texanischer Politiker

## Bildung
Der Marvell–Elaine School District bietet die Marvell Primary School und die Marvell High School in Marvell.
Bis 2006 gab es noch den Elaine School District. Damals wurden die Lucilia Wood Elementary School und Elaine High School betrieben.